# Forestín
Forestín es la mascota oficial de la Corporación Nacional Forestal (CONAF) de Chile. Es un coipo que puede vestir como brigadista de incendios (chaqueta ignífuga amarilla y casco), guardaparques (camisa verde y quepi) o forestador/viverista (camisa amarilla y jardinera verde), que fue ideado para educar al público sobre los peligros de los incendios forestales.
Personaje diseñado por la ingeniera forestal Gabriela Omegna, fue presentado el 12 de junio de 1976, durante la Jornada de Evaluación del Programa de Manejo del Fuego, realizada en la Región del Biobío. El nombre Forestín fue elegido en 1983 a través de un concurso infantil de televisión.
Forestín enseña sobre el cuidado del medio ambiente, sus bosques y otros recursos naturales renovables. En 2003 fue creado el Club Forestín.